# Teorema geométrico de Euler

Teorema de Euler:

Em geometria, o teorema de Euler estabelece que a distância d entre o circuncentro (circunferência circunscrita) e o incentro de um triângulo é dado por
{\displaystyle d^{2}=R(R-2r)}
ou equivalentemente
{\displaystyle {\frac {1}{R-d}}+{\frac {1}{R+d}}={\frac {1}{r}},}
onde {\displaystyle R} e {\displaystyle r} denotam o circunraio e o inraio, respectivamente (os raio da circunferência circunscrita e da circunferência inscrita, respectivamente). O teorema é denominado em memória de Leonhard Euler, que o publicou em 1765. Contudo, o mesmo resultado foi publicado anteriormente por William Chapple, em 1746.
Do teorema segue a desigualdade de Euler:
{\displaystyle R\geq 2r,}
que satisfaz a igualdade apenas para triângulos equiláteros.